# Gimme More
«Gimme More» —en español: «Dame más»— es una canción y sencillo de la artista estadounidense Britney Spears que figura en su quinto álbum de estudio, Blackout. Se lanzó el 31 de agosto de 2007 a través de Jive Records como el sencillo principal de dicho álbum y fue compuesto por Jim Beanz, Marcella «Ms. Lago» Araica, Nate «Danja» Hills y Keri Hilson. «Gimme More» se grabó en 2006, durante el segundo embarazo de Spears y fue una de las primeras producciones en solitario de Danja. La canción comienza con una introducción en la que la cantante dice la frase «It's Britney, bitch» (‘es Britney, perra’). Posee una letra subida de tono que, aunque parezca que habla del baile y el sexo, en realidad se refiere a la fascinación del público con la vida privada de la artista. En cuanto a su música, «Gimme More» es una canción animada de dance y pop con un canto entrecortado e influencias de otros géneros, como la música electrónica y el funk. Finaliza con una coda hablada de Danja.
«Gimme More» fue aclamada por los críticos, quienes elogiaron la música y la voz de Spears. Llegó al nº 3 en la lista Billboard y fue su segundo sencillo en llegar a una posición tan alta en ese entonces. También llegó a la cima de las listas en Canadá y alcanzó el top 5 en catorce países. Su vídeo promocional se estrenó el 5 de octubre de 2007 y en él, Spears encarnaba a una estríper; esto representó una diferencia con los vídeos anteriores de la artista, donde abundaban las coreografías. El vídeo recibió reseñas mixtas y negativas por parte de la crítica contemporánea, quien reprobó el pole dancing de Spears, así como la carencia de trama del vídeo. Se filtró una versión alternativa el 18 de julio de 2011.
Spears interpretó «Gimme More» en la edición de 2007 de los MTV Video Music Awards, donde usó un bikini negro cubierto de joyas. La actuación fue criticada negativamente y muchas reseñas hicieron comentarios detallados sobre su canto, baile y vestuario. Una de ellas consideró la actuación «una de las peores que se han visto en los MTV Awards». A modo de respuesta a las críticas, Chris Crocker subió un vídeo titulado «Leave Britney Alone!» (‘¡Dejen en paz a Britney!’), lo que lo hizo una celebridad de Internet y atrajo la atención de los medios. Spears también cantó «Gimme More» en su gira Femme Fatale Tour (2011). La canción ha sido versionada por muchos artistas como Sia o Marié Digby, que también incluyeron samples de la misma en sus trabajos propios. El primer verso del tema, «It's Britney, bitch», se convirtió en un latiguillo en la cultura popular. Se hizo referencia a él en muchos programas de televisión, se usó en la actuación de Madonna de «Human Nature» durante su gira Sticky & Sweet Tour (2008-2009), así como también en el sencillo «Scream & Shout» (2012) de will.i.am y la misma Spears.

## Contexto

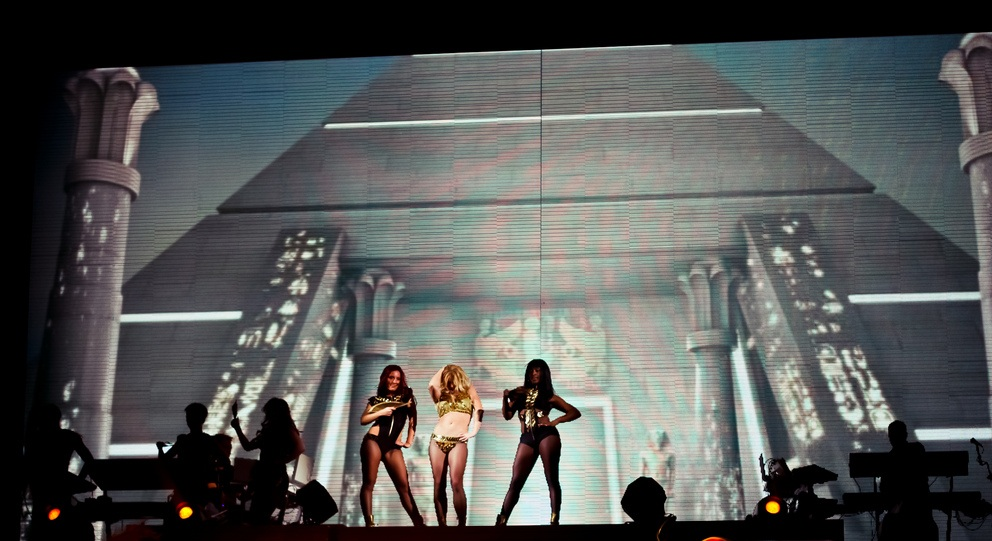
Britney Spears cantando «Gimme More» en su gira Femme Fatale Tour.

«Gimme More» fue compuesta por Jim Beans, Marcella «Ms. Lago» Araica, Keri Hilson y Nate «Danja» Hills, quien además se encargó de producirla. Spears comenzó a trabajar con Danja en julio de 2006; el productor explicó que el proceso creativo no fue costoso al principio, ya que le «dejaron hacer más de lo que quería» y que «si [Spears] lo sentía, se quedaría con eso; y sino, se le notaría en su cara». Hilson dijo que compuso la canción junto con Spears tras que Danja tocara la parte instrumental para ella y además comentó: «Simplemente comencé a cantar Give me, Give me («Dame, dame») y le agregué un poco más para divertirme». Spears comenzó a grabar el tema en Las Vegas en agosto de 2006, cuando estaba embarazada de siete meses de su segundo hijo, Jayden James. Las grabaciones continuaron en la casa de la artista en Los Ángeles, California, tres semanas después del parto. Hilson afirmó que «dio el 150%, [...] no conozco otra madre que haga eso». En una entrevista con Rhapsody, Danja comentó que le agregó una introducción hablada a la canción para «dejar [su] marca», dado que «Gimme More» fue una de sus primeras producciones en solitario. También mencionó que «tengo mucho futuro por delante, porque la gente piensa que estoy aquí por Tim y no saben de lo que soy capaz en realidad». La canción fue mezclada por Ms. Lago en los Chalice Recording Studios de Los Ángeles y Hilson y Beanz realizaron el acompañamiento vocal.«Gimme More» se lanzó como el principal sencillo del álbum y se estrenó en el sitio web de la emisora de Nueva York Z100.

## Descripción

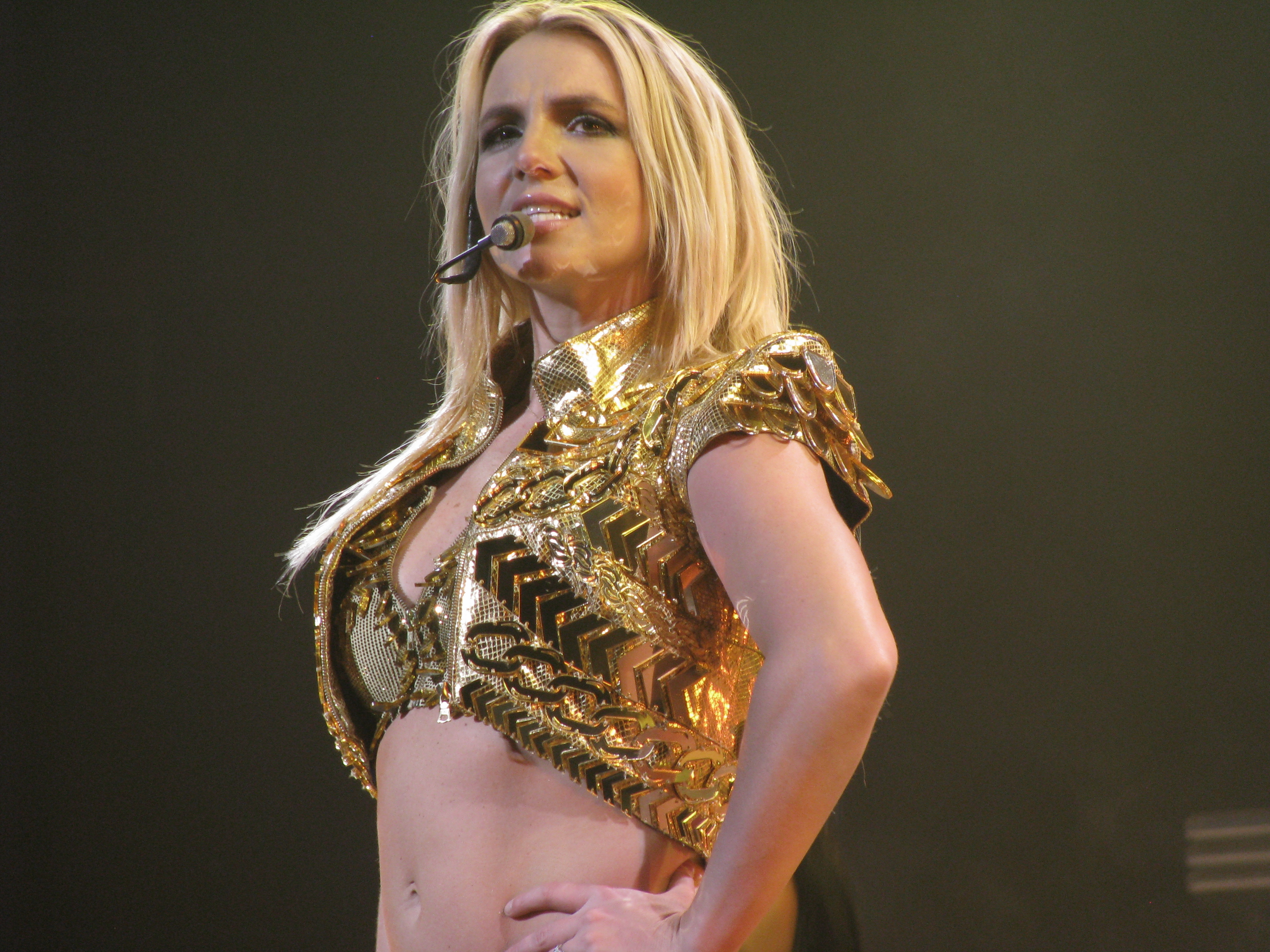
Britney Spears interpretando «Gimme More» durante un concierto en Toronto.

«Gimme More» es una canción animada de dance y pop con influencias de la música electrónica y el funk. Según la partitura publicada en MusicNotes.com por Leonard Corporation, posee un tempo de dance moderado y está compuesta en la tonalidad de fa♯ menor y se interpreta a 113 pulsaciones por minuto. La voz de Spears abarca dos octavas, de fa♯3 a sol♯5. Su melodía incorpora «líneas de bajo electrónicas» y Bill Lamb de About.com describió su ritmo como «de disco». Nick Levine de Digital Spy comparó la actuación de Spears con su sencillo de 2001 «I'm a Slave 4 U». Lamb describió ambos temas como «excitantes [y] poseedores de una respiración dolorosa e intensa» y comparó «Gimme More» con «Love to Love You Baby» (1975) de Donna Summer. Sal Cinquemani de Slant Magazine consideró que la canción tiene reminiscencias del tema de Sabrina Salerno «Boys (Summertime Love)» (1987).
«Gimme More» presenta la forma tradicional «estrofa-estribillo» y comienza con una introducción hablada en la que Spears dice el verso It's Britney, bitch («Es Britney, perra»). Aunque la letra, subida de tono, aparenta hablar del baile y el sexo, en realidad tratan sobre la fascinación del público con su vida privada, como se menciona en los versos Cameras are flashin' while we're dirty dancin' / They keep watchin', keep watchin'  («Las cámaras nos enfocan mientras bailamos sucio / Ellos siguen mirando, siguen mirando»). El estribillo consiste en la repetición del gancho Gimme gimme («Dame, dame»), que finaliza con un more («más») que tiene una entonación cambiada constantemente. El tema termina con una coda hablada y cantada por Danja, en la que dice Bet you didn't see this one coming / The Incredible Lago, the legendary Ms. Britney Spears / and the unstoppable Danja («A que no te veías venir esto / La increíble Lago, la legendaria Ms. Britney Spears / y el imparable Danja»).

## Recepción de la crítica

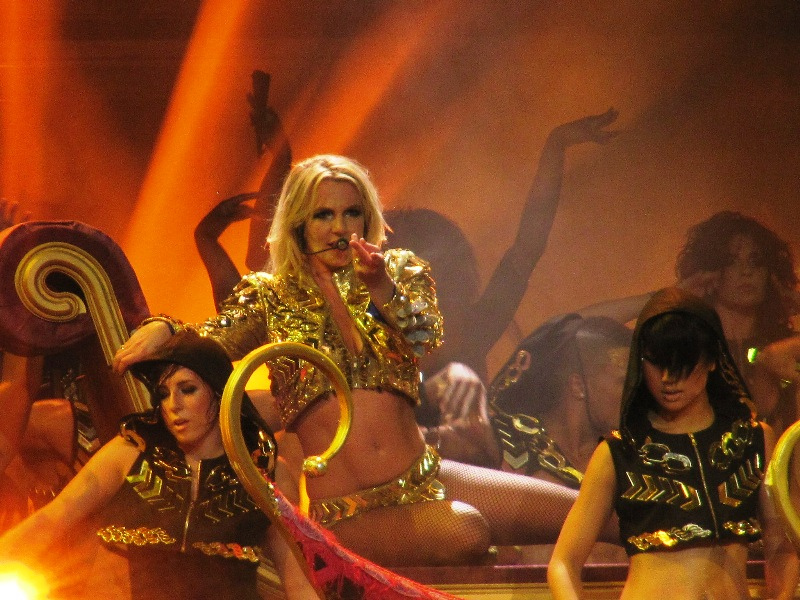
Britney Spears cantando la canción durante un concierto en Detroit.

«Gimme More» recibió reseñas mixtas por parte de la crítica contemporánea. Dennis Lima de Bender consideró a la canción uno de los platos fuertes del álbum y la llamó «pop de pole dance hipnótico». Por otra parte, Alexis Petridis de The Guardian la llamó «futurista y emocionante». Nick Levine de Digital Spy afirmó que «de algún modo, a partir del caos personal, emergió la grandeza del pop. [Danja] combina ritmos afilados como clavos y una línea de bajo deliciosa para crear una vibración de discoteca endemoniadamente sexy». En su reseña de The Singles Collection, Evan Sawdey de PopMatters comentó que «Gimme More» era «el mejor tema de dance que hizo desde "Toxic"». Kelefa Sanneh de The New York Times comentó que el tema definía el espíritu de Blackout y expresó que «el ritmo de electrónica y las líneas de bajo son espesos, mientras que la voz de Ms. Spears es finita. [...] No transmite nada, salvo come-ons resbaladizos e invitaciones para la decadencia de la discoteca». La revista New Musical Express comparó el canto de Spears con «el pedido de auxilio de un adicto al sexo». Stephen Thomas Erlewine de Allmusic comentó que algunas de las canciones de Blackout «en verdad muestran el talento de los productores» y puso como ejemplo a «Gimme More», «Radar», «Break the Ice», «Heaven on Earth» y «Hot as Ice».
Bill Lamb de About.com dio tres estrellas y media a la canción y afirmó: «Parece que el estilo de canto de Britney que escuchamos por primera vez hace ocho años con "...Baby One More Time" sigue intacto y el anuncio de It's Britney, bitch, que abre la canción, implica que el fuego permanece. Sólo esta apertura le da a la canción media estrella más». Roger Friedman de Fox News mencionó que el verso era «chulo y divertido». Eric R. Danton de The Hartford Courrant afirmó: «La comedia empieza desde el vamos, cuando ella toma el lugar de tu amigo ebrio llamándote a las tres de la mañana y dice It's Britney, bitch». Mike Schiller de PopMatters consideró a esta frase «realmente [...] hilarante» y añadió que «las sílabas insertadas en el more del estribillo sólo aumentan la sensación de que se trata de un cacharro de pista de baile generado con ingeniería genética». Además, Popjustice nombró a «Gimme More» la décima mejor canción de 2007, mientras que The StarPhoenix la consideró la segunda canción más pegadiza del año y Alim Kheraj de Digital Spy lo enlistó como el octavo mejor sencillo de la cantante. Por otro lado, la audiencia lo catalogó como el sexto mejor tema de Spears, según un sondeo realizado en julio de 2011 por Rolling Stone, la que escribió: «Es difícil imaginarlo ahora, pero Spears llevaba casi una década [en la industria] antes de que "Gimme More" se presentara y le diera el eslogan "It's Britney, bitch!". El enganche es muy sexual, pero su mente está en otra parte en los versos, los que se centran más en la obsesión de los medios con su vida personal».

## Rendimiento comercial
El 22 de septiembre de 2007, «Gimme More» debutó en el puesto 85 en el Billboard Hot 100. El 13 de octubre del mismo año, la canción llegó al tercer puesto de la lista. Durante esa misma semana, también alcanzó la cima en la lista Billboard Hot Digital Songs y vendió 179 000 copias en formato digital. El tema fue su quinto éxito en entrar al top 10 en el Hot 100 y su sencillo en llegar a un puesto más alto desde «...Baby More Time». El sencillo recibió un disco de platino otorgado por la Recording Industry Association of America por la venta de un millón de copias. El 15 de diciembre de 2007, llegó al puesto número uno en la lista Billboard Hot Dance Club Songs. Hasta julio de 2015 «Gimme More» había vendido 1 840 000 copias digitales en los Estados Unios. También es su quinto sencio más vendido en formato digital en dicho país y su decimoprimer sencillo más exitoso en la Board Hot 10. En Canadá, la canción debutó en el puesto número 57 el 22 de septiembre de 2007. El 13 de octubre de 2007, llegó al primer puesto, después de haber estado en el número 42 y fue el sencillo con mayor cantidad de ventas de la semana. Recibió un doble disco de platino entregado por la Canadian Recording Industry Association por la venta de 80 000 copias.
En Australia, el sencillo debutó en el tercer lugar en la lista de sencillos el 15 de octubre de 2007. Recibió un disco de oro entregado por la Australian Recording Industry Association por la venta de más de 35 000 unidades. En Nueva Zelanda, debutó en el número 24 el 1 de octubre de 2007. La semana siguiente, llegó al puesto quince. «Gimme More» también tuvo éxito en Europa y llegó al segundo lugar de la lista European Hot 100 Singles. En el Reino Unido, debutó el 27 de octubre de 2007 y permaneció en el tercer puesto. En agosto de 2022, la OCC lo reportó como el sencillo más vendido del álbum y el sexto sencillo más vendido de Spears en el Reino Unido, con ventas de 596 000 unidades. Además, el 2 de septiembre de 2022, consiguió la certificación de disco de platino de la BPI, luego de vender 600 000 copias en el estado británico. Paralelamente, ingresó en el top 5 de Bélgica, República Checa, Dinamarca, Irlanda, Noruega y Suecia; también ingresó al top 10 en Austria y Finlandia. El sencillo ha vendido aproximadamente tres millones de copias a nivel mundial.

## Vídeo musical

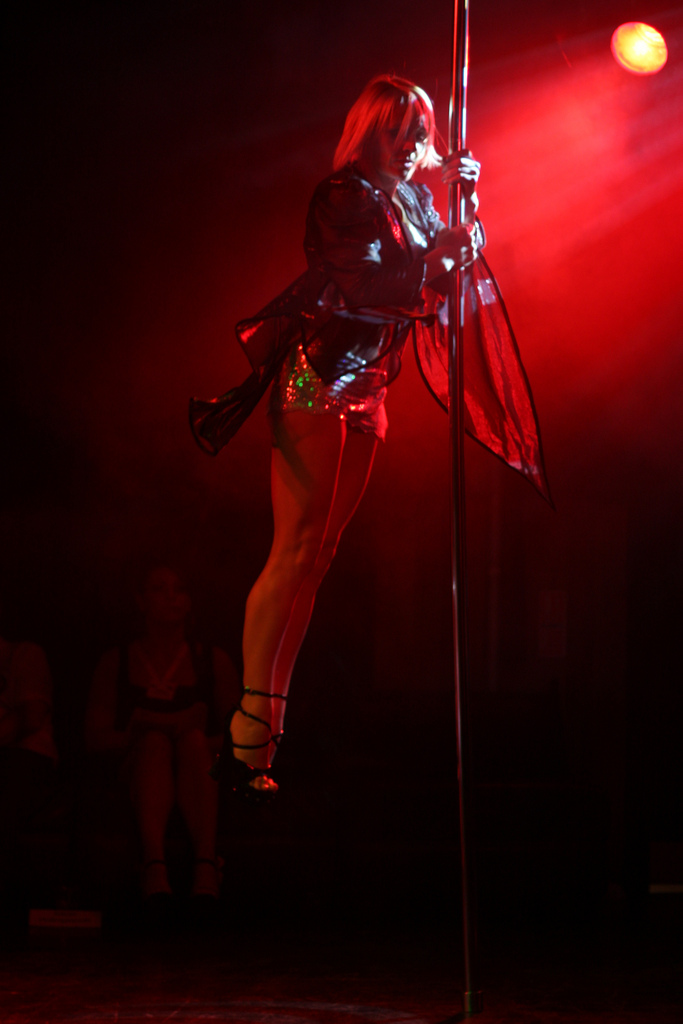
En el vídeo promocional del tema, Britney Spears realiza un espectáculo de pole dancing en un bar.

El vídeo promocional de «Gimme More» se filmó en dos días en julio de 2007, en un almacén de Los Ángeles, California. Jake Sarfaty fue el director del vídeo, elegido por Spears. Según People, la producción fue «el concepto y la visión» de la cantante. Durante la filmación, Spears usó un vestido corto, botas y sombrero de color negro. El 13 de septiembre de 2007 The New York Times informó que en el vídeo Spears «estaba ignorando a sus consejeros», ya que el «vídeo enérgico y con una temática de estríperes [...] podría decepcionar a los fans, más acostumbrados a sus vídeos ingeniosos y llenos de coreografías, que la hicieron una estrella de MTV». El vídeo se estrenó en iTunes el 5 de octubre de 2007 y en el resto de las tiendas virtuales, como TRL, el 8 de octubre. El 24 de octubre de 2010, el sello publicó el vídeo en la cuenta de Vevo de la cantante, donde en junio de 2013, alcanzó los ochenta millones de reproducciones, tras ser visitado principalmente por personas de Estados Unidos, Canadá y Hungría.
El vídeo comienza con una Spears rubia sentada y riendo en un bar junto a dos amigas, pero de pronto se detiene a mirar hacia un pequeño escenario frente a ellas. Una Spears morena aparece allí, vestida con un traje de cuero, un cinturón con tachas, bragas y medias de rejilla, además de un tatuaje en su brazo. Realiza un baile erótico contra un espejo a lo largo del vídeo y mueve su cabello, mientras se ven efectos especiales a su alrededor y la cámara de desfocaliza siguiendo el ritmo de la canción. La iluminación cambia de blanco y negro con toques de azul y rosa a color normal. Hacia la mitad del vídeo, aparecen dos alter ego de las amigas, que realizan este mismo tipo de danza.
El vídeo recibió críticas polarizadas y negativas. Michael Slezak de Entertainment Weekly afirmó: «La moraleja de la historia es: si vas a hacer todo un vídeo sobre un baile en barra, debes trabajar de nueve a cinco en la barra, para que sea atractivo. [...] De otra forma, como en el caso de Gimme More, vi bailarinas más atractivas en una tarde de pesca con mosca». Andrei Harmsworth de Metro comentó: «En su favor, el vídeo es un poco menos decepcionante que su actuación de pantomima del tema en los Video Music Awards el mes pasado, pero está plagado de los mismos distintivos obscenos». Dose afirmó que «el vídeo apesta menos de lo que crees» y añadió: «Se ve a Spears lúcida, a veces alegre y la edición, digna de un premio, la hacen parecer que se sostiene en forma competente». Sal Cinquemani de Slant Magazine mencionó que los efectos digitales y de iluminación del vídeo «muestran una preferencia por mantener una imagen que ya no refleja la realidad. No señala a una artista que se niega a comprometerse, sino una que no sabe cómo hacerlo o con la posibilidad negada». El periodista de IGN Sketch Longwood lo consideró uno de los mejores vídeos de la cantante y comentó que ella «demuestra que tiene mucha habilidad para el arte de seducir andando por ahí». En su reseña de la versión alternativa del vídeo, que se lanzó en julio de 2011, Becky Bain de Idolator afirmó que «los últimos vídeos de Spears, particularmente el tontamente alegre de I Wanna Go, compensan la travesti que había sido la estrella pop del vídeo de "Gimme More". [...] El concepto de la estríper fue una mala elección; la vestimenta casi inexistente le quedaba mal, la "coreografía" era un chiste, la edición era pobre».
Se filtró una versión alternativa el 18 de julio de 2011 que incluía nuevas escenas, que mostraban a Spears caminando por la calle con un traje negro y acostada en una cama con sábanas de estampado animal estilo cebra junto a un gato. Además, las escenas de la Spears rubia no figuraban. Sobre esta versión, Becky Brain de Idolator mencionó: «Ninguna de las partes suprimidas o añadidas le suman sustancia a la experiencia; este vídeo es bastante aburrido, no importa cómo esté editado».

## Actuaciones en directo
| «Arruinando el espectáculo del domingo a la noche con su nuevo sencillo, "Gimme More", Spears lucía dormida y poco preparada, como en sus explosiones sensacionalistas en las calles de Los Ángeles. Caminaba perezosamente, dando pasos de baile con poco entusiasmo. Parecía que se había olvidado por completo del arte del playback y, tal vez lo más inolvidable, dado su anterior talle ajustado, es que estaba vergonzosamente fuera de línea. Hasta el público que más aprecia a las celebridades parecía desconcertado. 50 Cent miraba a Spears con una expresión confundida; Diddy, su nuevo mejor amigo, carecía de expresión». —Nekesa Mumbi Moody, Associated Press. |

Tras días de especulación mediática, se confirmó el 6 de septiembre de 2007 que Spears abriría los MTV Video Music Awards de ese año en el Pearl Theatre, en el Palms Hotel y Casino de Las Vegas, Nevada, el 9 de septiembre. También se anunció que iba a interpretar «Gimme More» acompañada por un acto de magia del ilusionista Criss Angel durante la actuación. Sin embargo, los organizadores del espectáculo rechazaron esto a último minuto. El productor ejecutivo de la ceremonia de 2007, Jesse Ignjatovic se puso en contacto con Spears, dado que quería comenzar el espectáculo «de forma grandiosa y dramática» y confiaba en que la artista daría la nota para el resto de la noche. Además, mencionó que Spears estaba emocionada cuando MTV le pidió que participara. El 7 de septiembre de 2007, Spears comenzó a ensayar en el Pearl Theater y se publicó un vídeo exclusivo del ensayo en el sitio oficial de MTV al día siguiente. La actuación comenzó con un plano de la nuca de Spears, quien luego se volteó y realizó un playback de los primeros versos de la canción de 1958 de Elvis Presley «Trouble»: If you're lookin' for trouble, you came to the right place / If you're lookin' for trouble, look right in my face («Si buscas problemas, has venido al lugar indicado / Si buscas problemas, mírame a la cara»). Luego comenzó a escucharse «Gimme More» y la cámara mostró en un plano entero a Spears, que usaba un bikini negro cubierto con joyas y botas negras. Estaba acompañada por bailarines de ambos sexos vestidos con trajes negros, así como había numerosos bailarines realizando danzas eróticas en pequeños escenarios colocados cerca del público. Los vídeos de fondo mostraban imágenes de arañas flotantes y figuras de mujeres, que Gil Kaufman de MTV comparó con la secuencia de los títulos de las series de James Bond. Hacia el final de la actuación, Spears sonrió y agradeció al público, antes de salir del escenario.

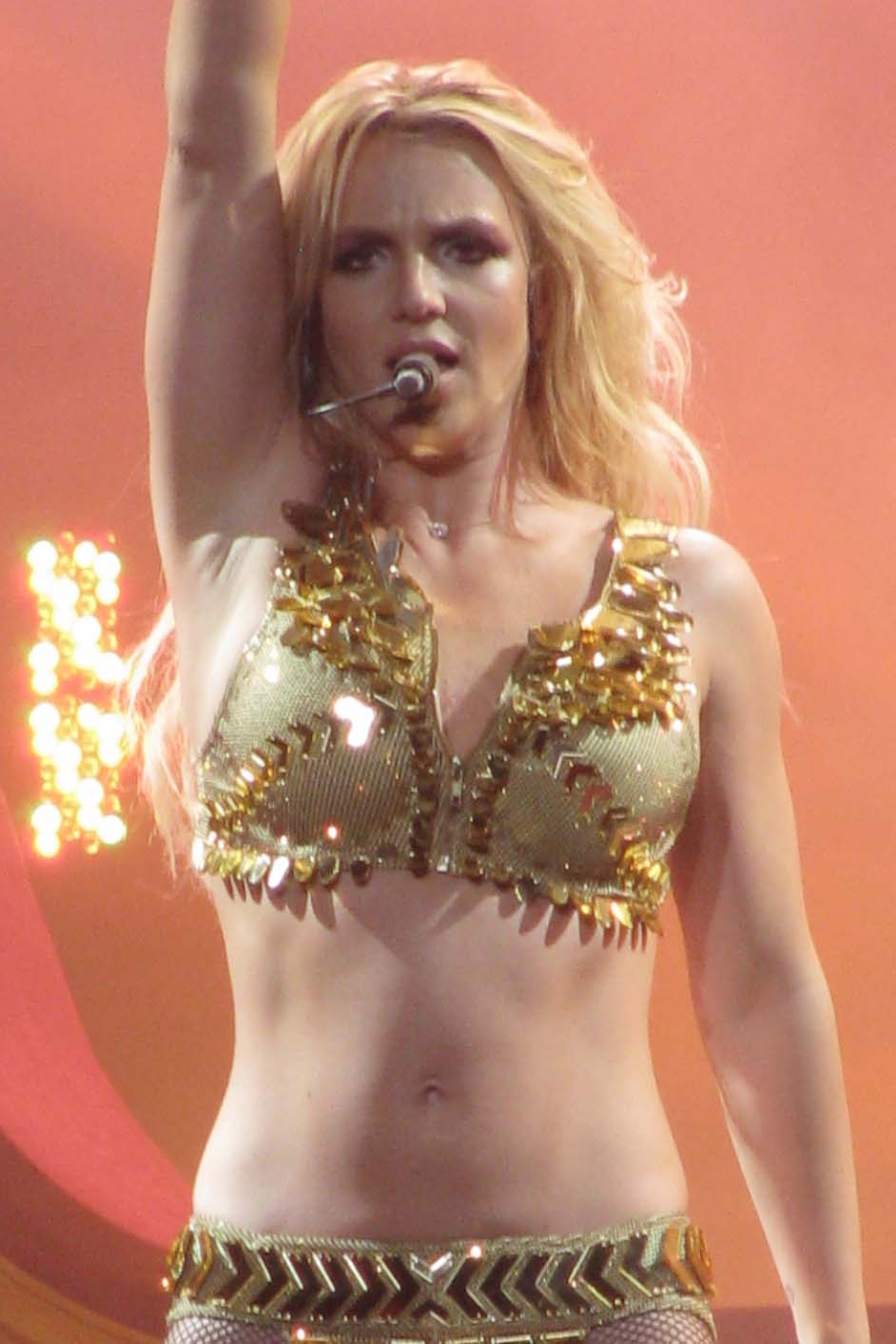
Britney Spears interpretando la canción en 2011 en Cleveland.

La crítica en general hizo comentarios negativos sobre la actuación. Jeff Leeds de The New York Times afirmó que «nadie estaba preparado para el fiasco de este domingo a la noche, en el que una Ms. Spears lánguida se tambaleaba con sus pasos de baile y musitaba palabras ocasionalmente en un intento de hacer playback en su nuevo sencillo». Vinay Menon de Toronto Star comentó que Spears «parecía irremediablemente confundida. Tenía la expresión de alguien que había sido dejada en el Palms Casino Resort por un tornado, que se había ido rápidamente llevándose consigo su ropa y sus propósitos. [...] Estaba dando pasos lentos en cámara lenta, como si alguien hubiera echado cemento en sus botas de prostituta callejera». David Willis de la BBC afirmó que su actuación «quedaría en los libros de historia como una de las peores de los MTV Awards» y Chris Willman de Yahoo! la catalogó como una de las peores presentaciones de la cantante. Al día siguiente de su presentación, la escritora de blogs Chris Crocker subió un vídeo a Youtube titulado Leave Britney Alone! («¡Dejad en paz a Britney!») en el que defendía la actuación y explicaba que no deseaba verla fuera de control como Anna Nicole Smith, fallecida en febrero de 2007. En las primeras 24 horas después de publicarlo, el vídeo recibió cerca de dos millones de visitas. Leave Britney Alone hizo que Crocker se volviera una celebridad de Internet y apareció en programas de televisión como The View y The Tonight Show with Jay Leno. También fue parodiado por muchos otros usuarios del sitio, entre ellos el actor Seth Green. Un editor de YouTube mencionó que «ese vídeo melodramático de dos minutos hizo instantáneamente de Crocker una estrella de YouTube» y lo clasificó como uno de los mejores vídeos de 2007. Por otra parte, Wired lo consideró el mejor vídeo del año.

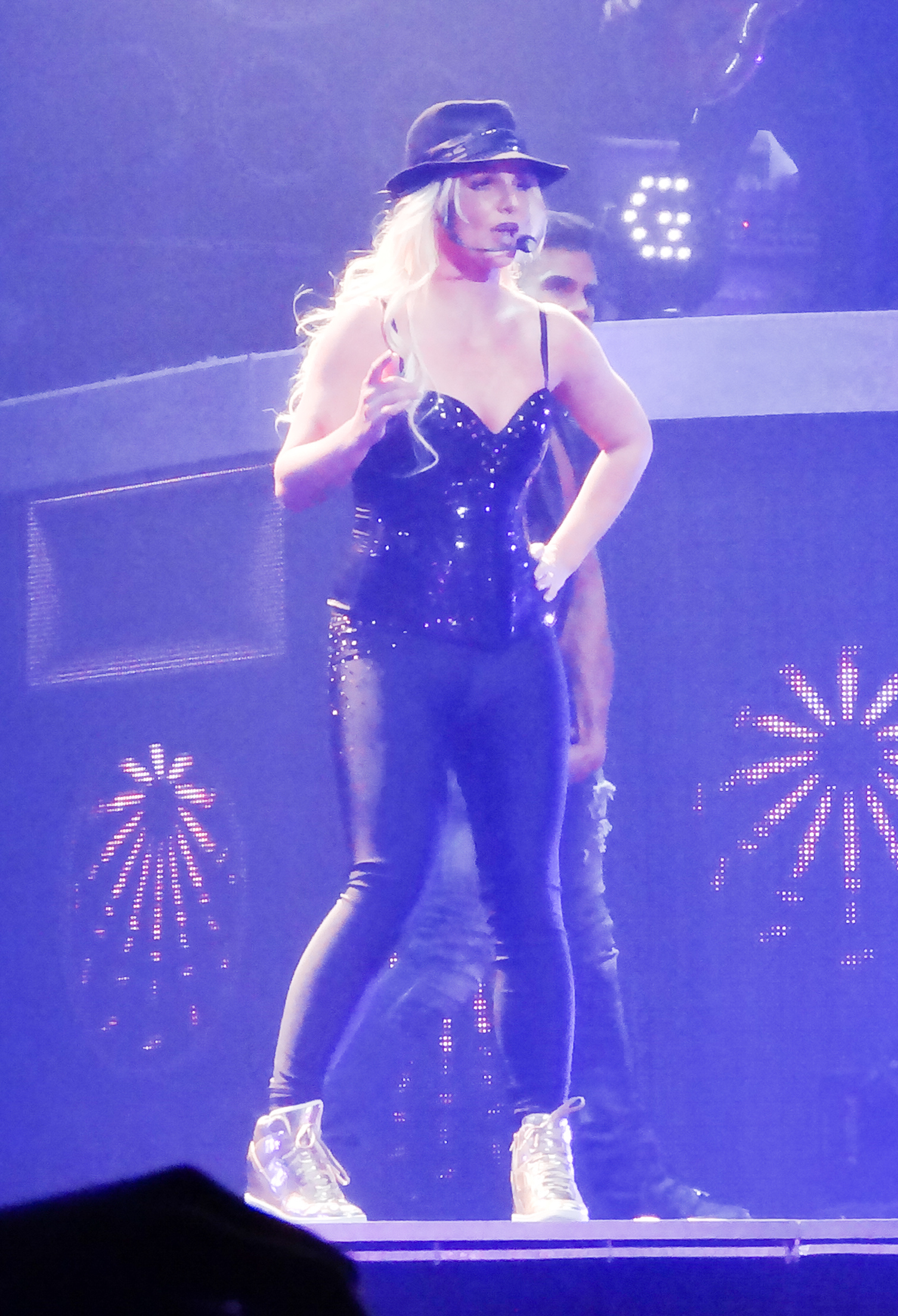
Britney Spears durante la presentación de «Gimme More» en un espectáculos de la gira Britney: Piece of Me (2014).

En la gira de 2009 The Circus Starring Britney Spears, se usó la remezcla «LAZRtag» de «Gimme More» en un interludio relacionado con artes marciales entre el primer y segundo acto. El 25 de marzo de 2011, Spears dio un concierto especial en el Rain Nightclub de Las Vegas. Su programa consistió en tres canciones de su séptimo álbum de estudio, Femme Fatale: «Hold It Against Me», «Big Fat Bass» y «Till the World Ends». En la actuación de la segunda, Spears usó un traje de látex y elementos de «3», «Gimme More» y «I'm a Slave 4 U». El 27 de marzo de 2011, cantó «Big Fat Bass» en el Bill Graham Civic Auditorium; esto se transmitió en Good Morning America el 29 de marzo y ese mismo día, Spears interpretó estos temas en Jimmy Kimmel Live!. Spears también cantó «Gimme More» en su gira de 2011 Femme Fatale Tour. Tras interpretar «If U Seek Amy» había un interludio de vídeo en el que un observador hablaba de mujeres fatales a lo largo de la historia antes de dar comienzo al tercer segmento del espectáculo. Spears regresaba al escenario vestida con un bikini dorado y hacía su entrada en un bote llevado por sus bailarines, vestidos con ropas egipcias. Matt Kivel de Variety comentó que «el público reaccionó alocadamente a todo: gritaron el estribillo de "I'm a Slave 4 U", hicieron palmas al compás de "Gimme More" y se pusieron frenétivos con la actuación breve, de dos versos de "...Baby One More Time"». Craig S. Semon de Telegram & Gazette la llamó el mejor número del espectáculo y añadió: «Llevaba bien el estribillo, banal y aburrido, [...] mientras que sus bailarines (que parecían extras de "Stargate") posaban a su alrededor vestidos de egipcios y se regodeaban en el brillo de los fuegos artificiales».
En 2013, la cantante incluyó a «Gimme More» en el repertorio de su residencia en Las Vegas, Britney: Piece of Me. El 27 de septiembre de 2016, la cantante realizó una réplica de su espectáculo en Las Vegas, Britney: Piece of Me, en el Apple Music Festival desde Londres, donde «Gimme More» formó parte del repertorio.

## En la cultura popular

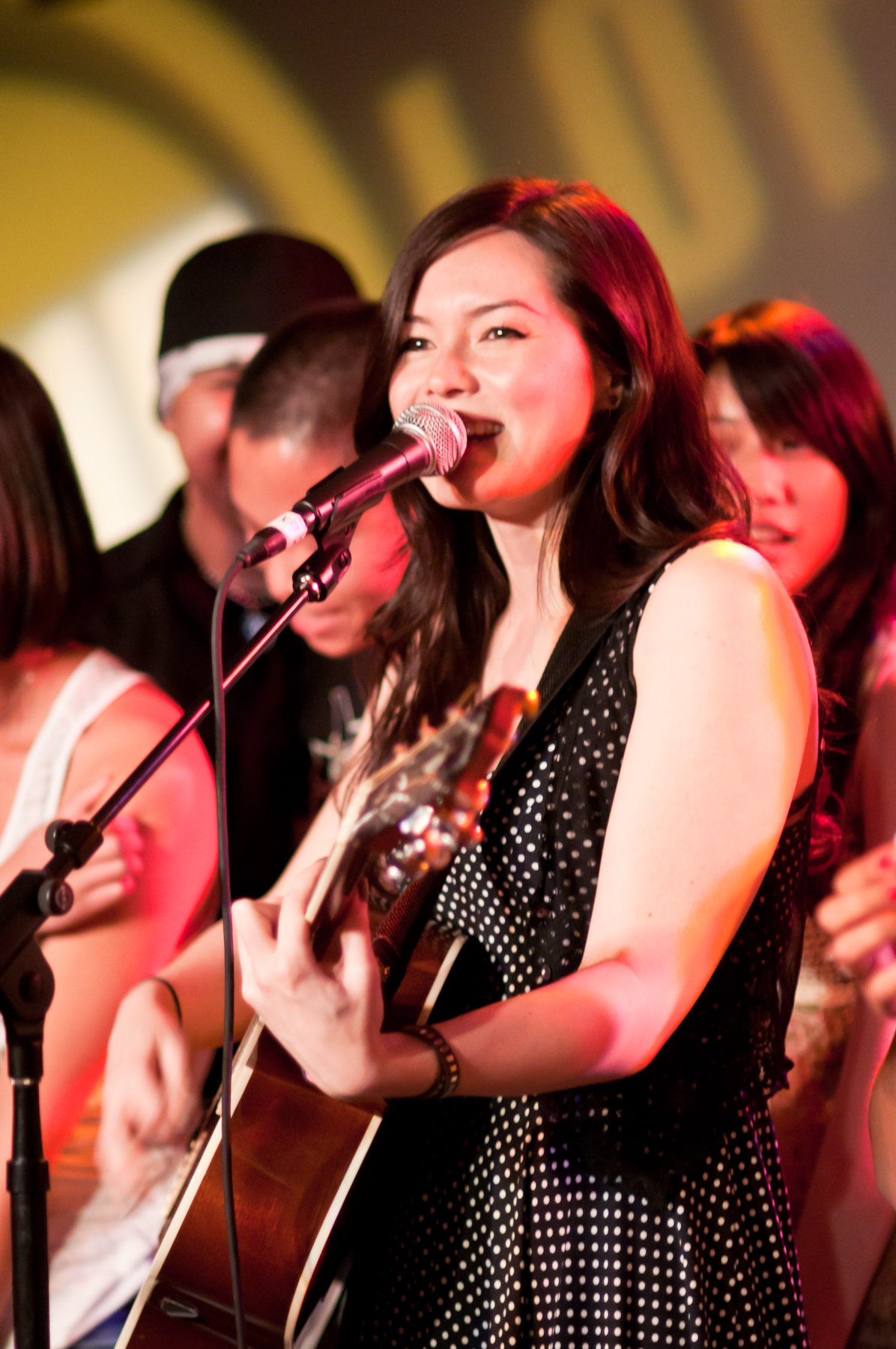
La cantautora estadounidense Marié Digby hizo una versión acústica del tema que tuvo un gran impacto en el sitio YouTube.

Varios artistas, profesionales y aficionados, han hecho una versión de «Gimme More». A fines de 2007, la cantautora Marié Digby subió a su cuenta de YouTube una versión acústica de «Gimme More», junto con otra del tema de Rihanna «Umbrella». Ambas se volvieron éxitos virales y «Gimme More» recibió más de 320 000 visitas en dos semanas. Poco después, Digby se convirtió en la octava artista con más seguidores en dicho sitio. Bromeó sobre la situación: «Podría haber hecho un vídeo de karaoke [para "Gime More"], pero sacaron el caño de mi comedor; además, no hubiera sido lo mismo». El mismo año, la cantante de pop australiana Sia realizó otra versión acústica de la canción. La banda de heavy metal sueca Machinae Supremacy versionó el tema para su trcer álbum de estudio, Overworld, lanzado el 13 de febrero de 2008. Matthieu De Ronde de Archaic Magazine comentó: «Es una de las versiones más inesperadas de todos los tiempos, [...] este tema ha sido visto como cómico, pero, ¿quién dijo que el metal no podía ser gracioso?». El cantautor estadounidense Christopher Dallman interpretó la canción durante varios conciertos suyos en 2007. Dos años más tarde, mostró su versión a su productor, Rachel Alina, quien le aconsejó lanzar un EP con versiones de temas de Spears. El EP, llamado Sad Britney, se lanzó el 9 de noviembre de 2009 y también incluye versiones de «Radar», «Toxic» y «...Baby One More Time». Fue la primera publicación de Dallman en ingresar a una lista de iTunes. También lanzó un vídeo musical para «Gimme More», sobre el que los fanes de Spears comentaron que era una burla a la cantante. Al respecto, el artista explicó: «Ha habido unos muchachos que malinterpretaron lo que hice y pensaron que era un modo de burlarme de ella, que en realidad no es el caso. Britney tiene un lugar en mi corazón».
Se utilizaron samples de «Gimme More» en muchas canciones, como «Give Me a Beat» (2008) de Girl Talk y «Devil in a Light Pink Dress» (2009) de Charles Hamilton. En el episodio «Michael Scott Paper Company» de la serie televisiva The Office, el personaje Michael Scott está conduciendo su convertible y escuchando el tema de Lady Gaga «Just Dance». Cuando detiene el auto, mira hacia la cámara y dice It's Britney, bitch, ya que confundió a la cantante con Spears. En un episodio de la serie Kath & Kim, el personaje de Brett Craig grita dicha frase antes de iniciar una pelea en un bar. Durante una parodia en un episodio de 2008 de The Ellen Show, en la que Ellen DeGeneres y Spears cantaban villancicos en un barrio, la conductora decía la frase cuando tocaba las puertas. It's Britney, bitch también se usó en un vídeo durante la actuación de «Human Nature» en la gira de Madonna Sticky & Sweet Tour. En él, se veía a Spears atrapada en un ascensor tratando de salir de allí. Hacia el final del tema, las puertas se abrían y se mostraba a la cantante diciendo ese verso. El 6 de noviembre de 2008 en un concierto que dio en el Dodger Stadium de Los Ángeles, Spears cantó el tema junto a Madonna. En el ámbito de los videojuegos, la canción aparece en Grand Theft Auto V (2013) en la emisora de radio Non Stop Pop FM y de fondo en uno de los clubes nocturnos.[cita requerida]

## Lista de canciones
| Sencillo en CD |                              |          |  |
| N.º            | Título                       | Duración |  |
| 1.             | «Gimme More» (Main Version)  | 4:11     |  |
| 2.             | «Gimme More» (Kaskade Remix) | 3:21     |  |

| Maxisencillo |                                       |          |  |
| N.º          | Título                                | Duración |  |
| 1.           | «Gimme More» (Album Version)          | 4:11     |  |
| 2.           | «Gimme More» (Kaskade Remix)          | 6:08     |  |
| 3.           | «Gimme More» (Junkie XL Extended Mix) | 5:54     |  |
| 4.           | «Gimme More» (Seiji Dub)              | 5:03     |  |
| 5.           | «Gimme More» (StoneBridge Club Mix)   | 7:24     |  |

| Digital 45/Sencillo en CD de The Singles Collection |                                   |          |  |
| N.º                                                 | Título                            | Duración |  |
| 1.                                                  | «Gimme More» (Album Version)      | 4:13     |  |
| 2.                                                  | «Gimme More» (Paul Oakenfold Mix) | 6:06     |  |

## Créditos
- Voz – Britney Spears[17]
- Productor – Nate «Danja» Hills
- Productor vocal – Jim Beanz
- Remezclas y programación – Marcella «Ms. Lago» Araica
- Cantantes adicionales – Keri Hilson, Jim Beanz, Danja
- Edición adicional – Ron Taylor

## Posición en las listas

### Listas semanales
| País              | Lista                 | Primera semana           | Posición debut | Mejor posición | Semanas en la mejor posición | Semanas en la lista | Última semana           | Ref.   |
| ----------------- | --------------------- | ------------------------ | -------------- | -------------- | ---------------------------- | ------------------- | ----------------------- | ------ |
| América del Norte |                       |                          |                |                |                              |                     |                         |        |
| Canadá            | Canadian Hot 100      | 22 de septiembre de 2007 | 53             | 1              | 2                            | 21                  | 5 de febrero de 2008    | [ 36 ] |
| Estados Unidos    | Billboard Hot 100     | 22 de septiembre de 2007 | 85             | 3              | 2                            | 20                  | 29 de enero de 2008     | [ 28 ] |
| Estados Unidos    | Digital Songs         | 22 de septiembre de 2007 | 23             | 1              | 3                            | 16                  | 20 de enero de 2008     | [ 28 ] |
| Estados Unidos    | Radio Songs           | 22 de septiembre de 2007 | 61             | 48             | 1                            | 12                  | 8 de diciembre de 2007  | [ 91 ] |
| Estados Unidos    | Pop Songs             | 22 de septiembre de 2007 | 25             | 17             | 2                            | 13                  | 15 de diciembre de 2007 | [ 92 ] |
| Estados Unidos    | Dance/Club Play Songs | 22 de septiembre de 2007 | 74             | 1              | 3                            | 13                  | 25 de diciembre de 2007 | [ 28 ] |
| Estados Unidos    | Singles Sales         | 1 de diciembre de 2007   | 2              | 2              | 1                            | 16                  | 15 de marzo de 2008     | [ 93 ] |
| América del Sur   |                       |                          |                |                |                              |                     |                         |        |
| Chile             | Top 20 canciones      | 13 de noviembre de 2007  | 19             | 1              | 1                            | 12                  | 12 de febrero de 2008   | [ 94 ] |
| Europa            |                       |                          |                |                |                              |                     |                         |        |
| Alemania          | Top 100 canciones     | 13 de noviembre de 2007  | 7              | 7              | 1                            | 12                  | 5 de febrero de 2008    | [ 95 ] |
| Austria           | Top 75 canciones      | 9 de noviembre de 2007   | 12             | 8              | 1                            | 17                  | 7 de marzo de 2008      | [ 46 ] |
| Bélgica (Flandes) | Top 50 canciones      | 20 de octubre de 2007    | 36             | 5              | 2                            | 18                  | 16 de febrero de 2008   | [ 46 ] |
| Bélgica (Valonia) | Top 50 canciones      | 27 de octubre de 2007    | 23             | 4              | 2                            | 15                  | 2 de febrero de 2008    | [ 46 ] |
| Chequia           | Top 100 canciones     | 29 de septiembre de 2007 | 52             | 19             | 1                            | 23                  | 8 de marzo de 2008      | [ 96 ] |
| Dinamarca         | Top 40 canciones      | 2 de noviembre de 2007   | 3              | 2              | 2                            | 18                  | 29 de febrero de 2008   | [ 46 ] |
| Eslovaquia        | Top 100 canciones     | 15 de septiembre de 2007 | 42             | 19             | 1                            | 20                  | 23 de febrero de 2008   | [ 97 ] |
| Finlandia         | Top 20 canciones      | 10 de octubre de 2007    | 18             | 6              | 1                            | 4                   | 14 de noviembre de 2007 | [ 46 ] |
| Francia           | Top 100 canciones     | 3 de noviembre de 2007   | 5              | 5              | 1                            | 23                  | 5 de abril de 2008      | [ 46 ] |
| Irlanda           | Top 50 canciones      | 16 de octubre de 2007    | 9              | 2              | 1                            | 18                  | 12 de febrero de 2008   | [ 95 ] |
| Italia            | Top 20 canciones      | 1 de noviembre de 2007   | 2              | 2              | 1                            | 9                   | 27 de diciembre de 2007 | [ 98 ] |
| Noruega           | Top 20 canciones      | 9 de octubre de 2007     | 6              | 3              | 1                            | 8                   | 27 de noviembre de 2007 | [ 46 ] |
| Países Bajos      | Top 100 canciones     | 20 de octubre de 2007    | 80             | 35             | 1                            | 9                   | 15 de diciembre de 2007 | [ 46 ] |
| Reino Unido       | Top 75 canciones      | 27 de octubre de 2007    | 3              | 3              | 1                            | 18                  | 23 de febrero de 2008   | [ 42 ] |
| Suecia            | Top 60 canciones      | 6 de septiembre de 2007  | 3              | 2              | 1                            | 25                  | 21 de febrero de 2008   | [ 46 ] |
| Suiza             | Top 100 canciones     | 21 de octubre de 2007    | 10             | 4              | 1                            | 21                  | 6 de abril de 2008      | [ 46 ] |
| Europa            | European Hot 100      | 27 de octubre de 2007    | 77             | 2              | 2                            | 19                  | 1 de marzo de 2008      | [ 99 ] |
| Australasia       |                       |                          |                |                |                              |                     |                         |        |
| Australia         | Top 50 canciones      | 21 de octubre de 2007    | 3              | 3              | 1                            | 18                  | 17 de febrero de 2008   | [ 46 ] |
| Nueva Zelanda     | Top 40 canciones      | 1 de octubre de 2007     | 24             | 15             | 1                            | 9                   | 3 de diciembre de 2007  | [ 46 ] |

| Predecesor: «Stronger» de Kanye West                        | Canadian Hot 100 — Sencillo número uno 13 de octubre de 2007 — 26 de octubre de 2007          | Sucesor: «Stronger» de Kanye West                               |
| Predecesor: «Crank That (Soulja Boy)» de Soulja Boy Tell'Em | Digital Songs — Sencillo número uno 13 de octubre de 2007 — 19 de octubre de 2007             | Sucesor: «Crank That (Soulja Boy)» de Soulja Boy Tell'Em        |
| Predecesor: «Shut Up and Drive» de Rihanna                  | Dance/Club Play Songs — Sencillo número uno 15 de diciembre de 2007 — 21 de diciembre de 2007 | Sucesor: «Keep Your Body Working» de Tony Moran con Martha Wash |

### Listas de fin de año
| País              | Lista             | Año  | Posición | Ref.    |
| ----------------- | ----------------- | ---- | -------- | ------- |
| América del Norte |                   |      |          |         |
| Canadá            | Canadian Hot 100  | 2007 | 21       | [ 100 ] |
| Europa            |                   |      |          |         |
| Alemania          | Top 100 canciones | 2007 | 97       | [ 101 ] |
| Bélgica (Flandes) | Top 100 canciones | 2007 | 72       | [ 102 ] |
| Bélgica (Valonia) | Top 100 canciones | 2007 | 64       | [ 103 ] |
| Francia           | Top 100 canciones | 2007 | 87       | [ 104 ] |
| Reino Unido       | Top 200 canciones | 2007 | 52       | [ 105 ] |
| Reino Unido       | Top 200 canciones | 2008 | 191      | [ 106 ] |
| Suecia            | Top 100 canciones | 2007 | 41       | [ 107 ] |
| Suiza             | Top 100 canciones | 2007 | 61       | [ 108 ] |
| Europa            | European Hot 100  | 2007 | 14       | [ 109 ] |
| Australasia       |                   |      |          |         |
| Australia         | Top 100 canciones | 2007 | 46       | [ 110 ] |

## Certificaciones
| América del Norte |                |      |                              |         |         |
| Canadá            | CRIA           | 2008 | Doble disco de platino + oro | 100 000 | [ 37 ]  |
| Estados Unidos    | RIAA           | 2023 | Cuádruple disco de platino   | 4 000   | [ 27 ]  |
| Europa            |                |      |                              |         |         |
| Dinamarca         | IFPI Dinamarca | 2008 | Disco de platino             | 15 000  | [ 111 ] |
| Italia            | FIMI           | 2022 | Disco de oro                 | 50 000  | [ 112 ] |
| Reino Unido       | BPI            | 2022 | Disco de platino             | 600 000 | [ 44 ]  |
| Australasia       |                |      |                              |         |         |
| Australia         | ARIA           | 2007 | Disco platino                | 70 000  | [ 39 ]  |